# Ritratto di Paolo III
Il Ritratto di Paolo III è un dipinto olio su tela (113,7×88,8 cm) di Tiziano Vecellio eseguito nel 1543 e conservato presso il Museo nazionale di Capodimonte a Napoli.
Si tratta di uno dei più vigorosi ritratti papali della storia dell'arte, nonché il primo in assoluto di Papa Paolo III eseguito da Tiziano. Pietro Aretino alla visione del dipinto affermò che il ritratto eseguito fosse un «miracolo fatto dal vostro [di Tiziano] pennello [...]».

## Storia

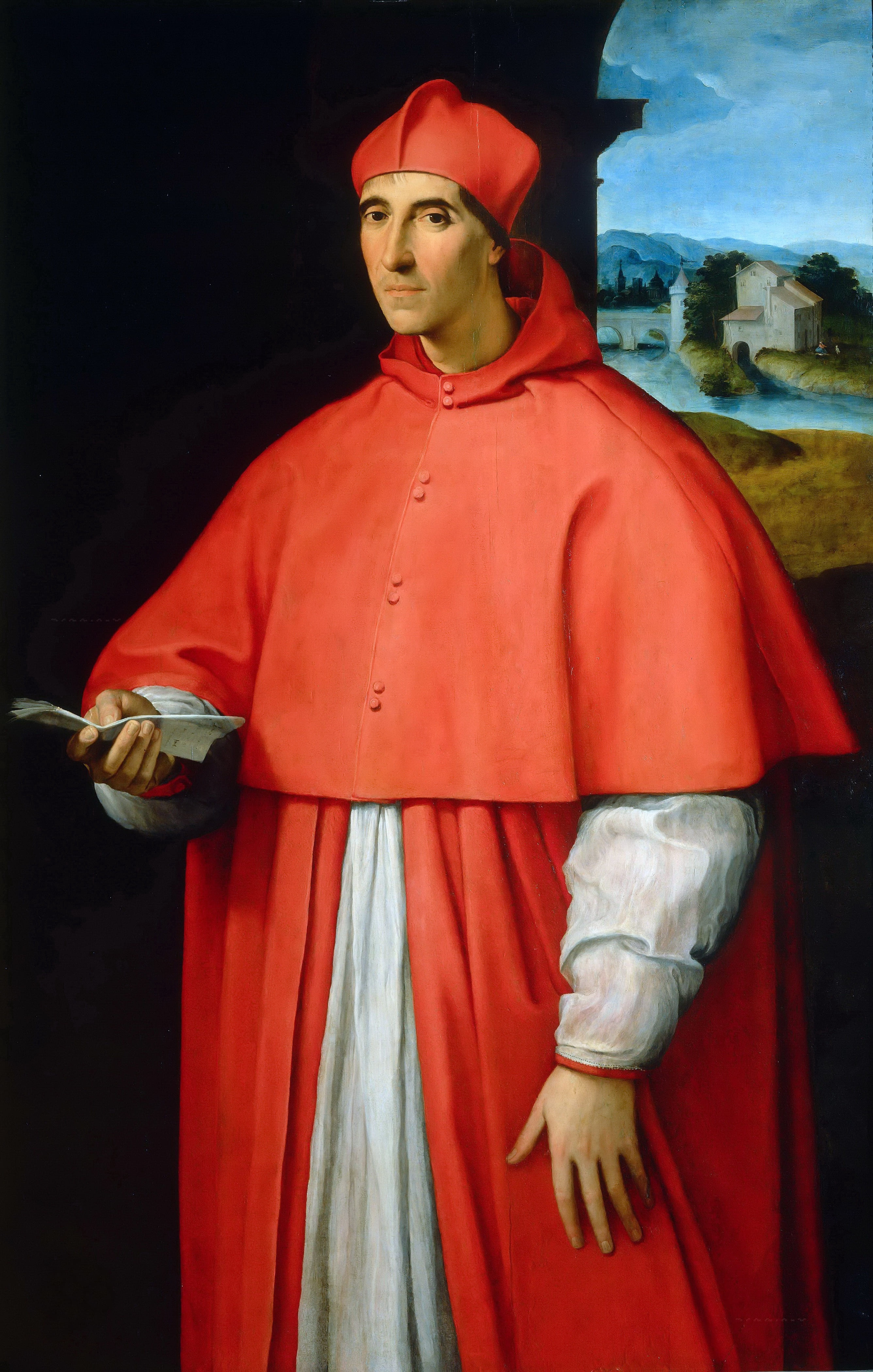
Ritratto del cardinale Alessandro Farnese, futuro papa Paolo III (1510 ca.) - Raffaello, Museo di Capodimonte (Napoli)

L'opera fu eseguita da Tiziano in occasione dell'incontro che Paolo III ebbe con il re Carlo V d'Asburgo a Ferrara nel 1543, in un clima di forte tensione ed incertezza politica dovute al fatto che il pontefice stesse avviando i primi tentativi di conciliazione, poi falliti, che avrebbero portato poi, negli anni successivi, al concilio Tridentino.
Tiziano, già noto come eccelso ritrattista nelle corti europee, fu chiamato dal nipote del papa, il cardinale Alessandro Farnese, con l'auspicio di eleggerlo pittore di corte della famiglia e anche per chiedergli di eseguire un ritratto al papa che, stando ai documenti d'archivio comprovanti il pagamento dell'opera, risulta eseguito con una certa celerità (il pittore infatti raggiunse la terra emiliana il 22 aprile e giusto un mese dopo, il 22 maggio, l'opera risulta spedita al committente). Tiziano aveva già riscosso i dovuti successi presso la famiglia Farnese con il Ritratto di Ranuccio, nipote di Paolo III e fratello di Alessandro, compiuto nel 1542 a Venezia (oggi al museo di Washington).
Con il ritratto del papa il pittore consolida a pieno il suo ruolo e la sua arte presso la casa papale, al punto che paio di anni dopo, durante il soggiorno romano, furono eseguiti in successione altri celebri ritratti della nobile famiglia: il Ritratto di Pier Luigi Farnese (1545-1546), il Ritratto di Paolo III con i nipoti Alessandro e Ottavio Farnese (1545-1546), il Ritratto di Paolo III con il camauro (1545-1546) ed il Ritratto del cardinale Alessandro Farnese (1546 circa).
Il Vasari cita l'opera dentro alla guardaroba del cardinale Alessandro, che la acquisì verosimilmente in eredità. La tela risulta nel palazzo Farnese di Roma fino al 1653; successivamente è registrata nel palazzo del Giardino di Parma fino al 1680, ignorando in che contesto sia avvenuto il trasferimento dalla capitale pontificia alla città emiliana.  Nel Settecento compare poi nel palazzo della Pilotta con altri sette ritratti eseguiti da Tiziano alla famiglia Farnese (tra cui quello di Pier Luigi Farnese, di Paolo III con il camauro, e di Alessandro Farnese, tutti confluiti successivamente nelle raccolte napoletane), seppur è l'unico menzionato nella Descrizione dei cento capolavori della galleria del 1725.
Il dipinto fu quindi ereditato assieme a gran parte della collezione Farnese, dapprima da Elisabetta, madre di Carlo di Borbone, e poi da quest'ultimo, che condusse con sé tutta la raccolta farnesiana a Napoli nel 1734. Durante i moti rivoluzionari contro il regno borbonico che partirono con la Repubblica napoletana del 1799 e che portarono al decennio francese di Giuseppe Bonaparte e Gioacchino Murat tra il 1806 e il 1815, l'opera fu tra quelle poche (circa una decina assieme alla Danae e al Ritratto di Paolo III con i nipoti, e la Maddalena penitente, tutte di Tiziano) che "meritarono" una tutela speciale da parte di Ferdinando IV di Borbone, il quale decise di condurla con sé a Palermo in occasione della fuga da Napoli sottraendola così da possibili prelievi delle nuove case regnanti.

## Descrizione e stile

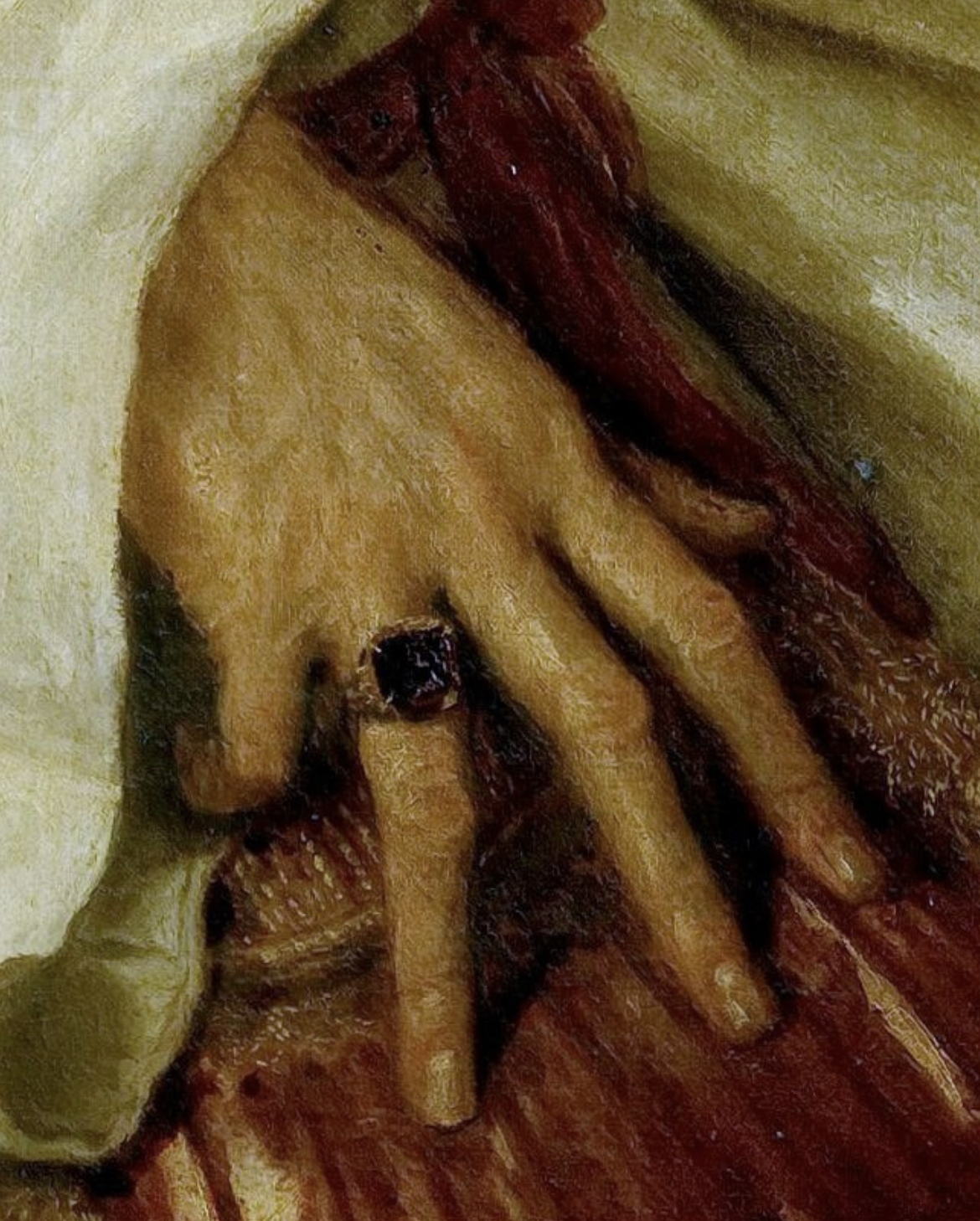
Dettaglio

L'opera si presenta come un capolavoro assoluto della ritrattistica, tanto è vero che fu apprezzato ben presto anche dal capostipite dei Farnese, nonché committente della stessa. Paolo III, dopo l'esecuzione della pittura, entusiasta del lavoro svolto da Tiziano, chiese di conseguenza allo stesso di entrare a far parte degli uomini al servizio papale a Roma, offrendogli l'ufficio della piombatura delle bolle pontificie, fino ad allora affidato a Sebastiano del Piombo. L'invito ebbe tuttavia lo stesso esito di quello avanzato da Leone X nel 1513; fu infatti rifiutato dal maestro, che preferì rimanere a Venezia.
Il dipinto raffigura con particolari di assoluto realismo (come i dettagli sulle mani, le fosse scavate sulle guance o la folta barba bianca) un anziano Paolo III, già settantacinquenne, caratterizzato da uno sguardo lucido, più di uomo politico che di chiesa. La posa di tre quarti assunta dal papa rispecchia l'iconografia classica di questo genere di rappresentazioni, già adottate in precedenza nel Ritratto di Giulio II eseguito da Raffaello, o in quello di Clemente VII di Sebastiano del Piombo, ma che verrà ripreso anche successivamente, con il sontuoso Ritratto di Innocenzo X di Diego Velazquez.
Lo stile si confà al livello della committenza, particolarmente prestigiosa che portò il Tiziano a realizzare il ritratto nei minimi particolari, con pennellate sottili sui ritagli di barba, delle sopracciglia fin anche ai bordi dell'abito o della tappezzeria della sedia. I preziosi particolari si riscontrano anche nelle mani ossute del papa, con la destra che poggia su una borsa, che denota l'attenzione ai beni terreni, all'epoca non del tutto fuori luogo per i pontefici, sul cui dito anulare fa bella mostra l'anello papale.
Dello stesso dipinto esistono diverse copie di epoche successive che testimoniano il successo che l'opera ebbe sin dall'origine, tra queste una di Scipione Pulzone nella Galleria Spada di Roma, mentre un'altra versione sempre di Tiziano che differisce dalla prima redazione per l'aggiunta del camauro sul capo del papa, databile un anno dopo quella in esame, quindi al 1545-1546, fu eseguita per il cardinale camerlengo Guido Ascanio Sforza di Santa Fiora, nipote anch'egli di Papa Paolo III, ed è identificabile con la tela anch'essa giunta al Museo di Capodimonte.
Sempre nello stesso museo napoletano è, infine, conservato il Ritratto ad Alessandro Farnese, futuro papa Paolo III, all'età di circa quarant'anni, quand'era ancora cardinale, eseguito da Raffaello intorno al 1510.

## Galleria d'immagini

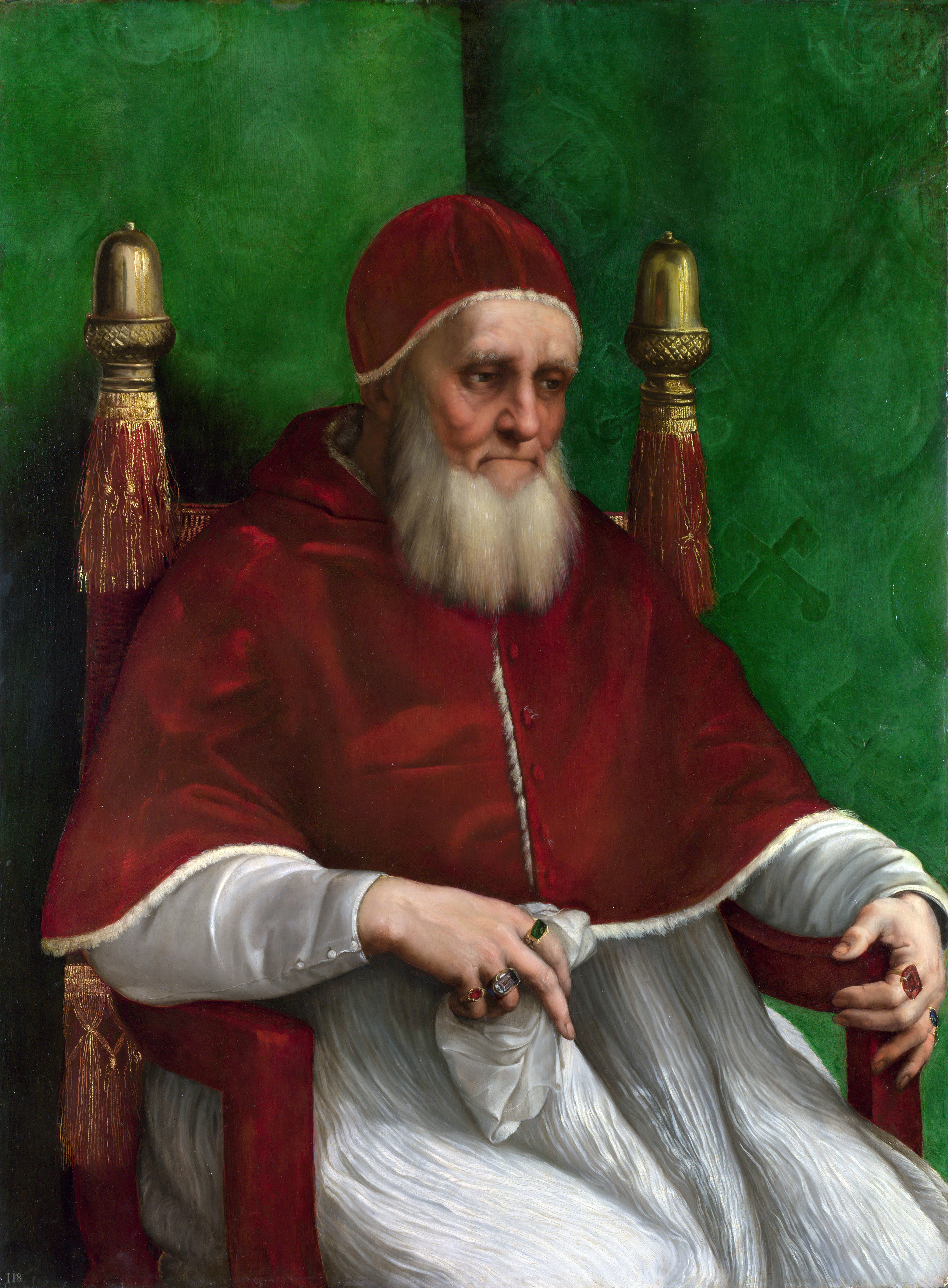
Ritratto di Giulio II (1511), Raffaello - National Gallery, Londra
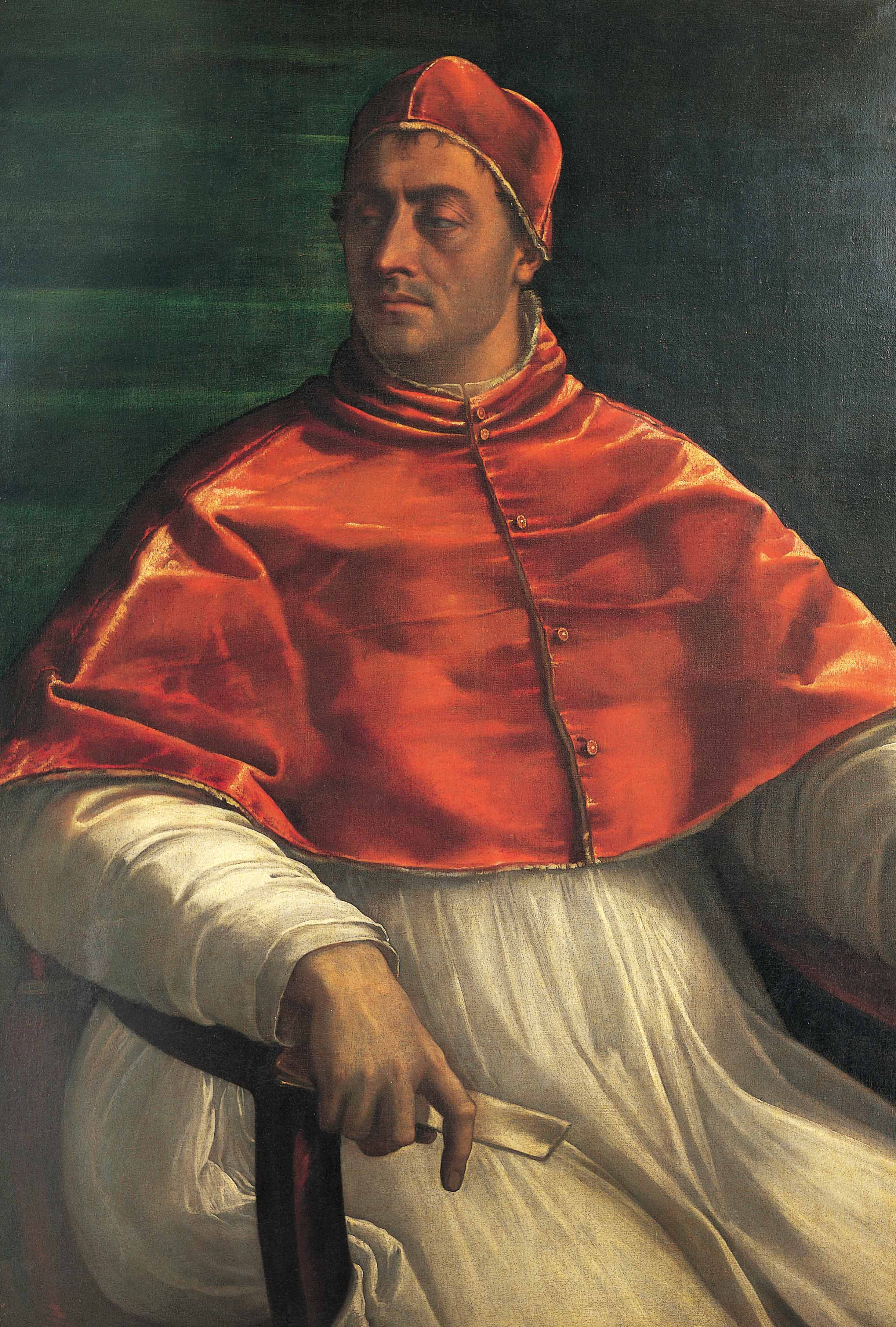
Ritratto di Clemente VII (1526 ca.), Sebastiano del Piombo - Museo di Capodimonte, Napoli
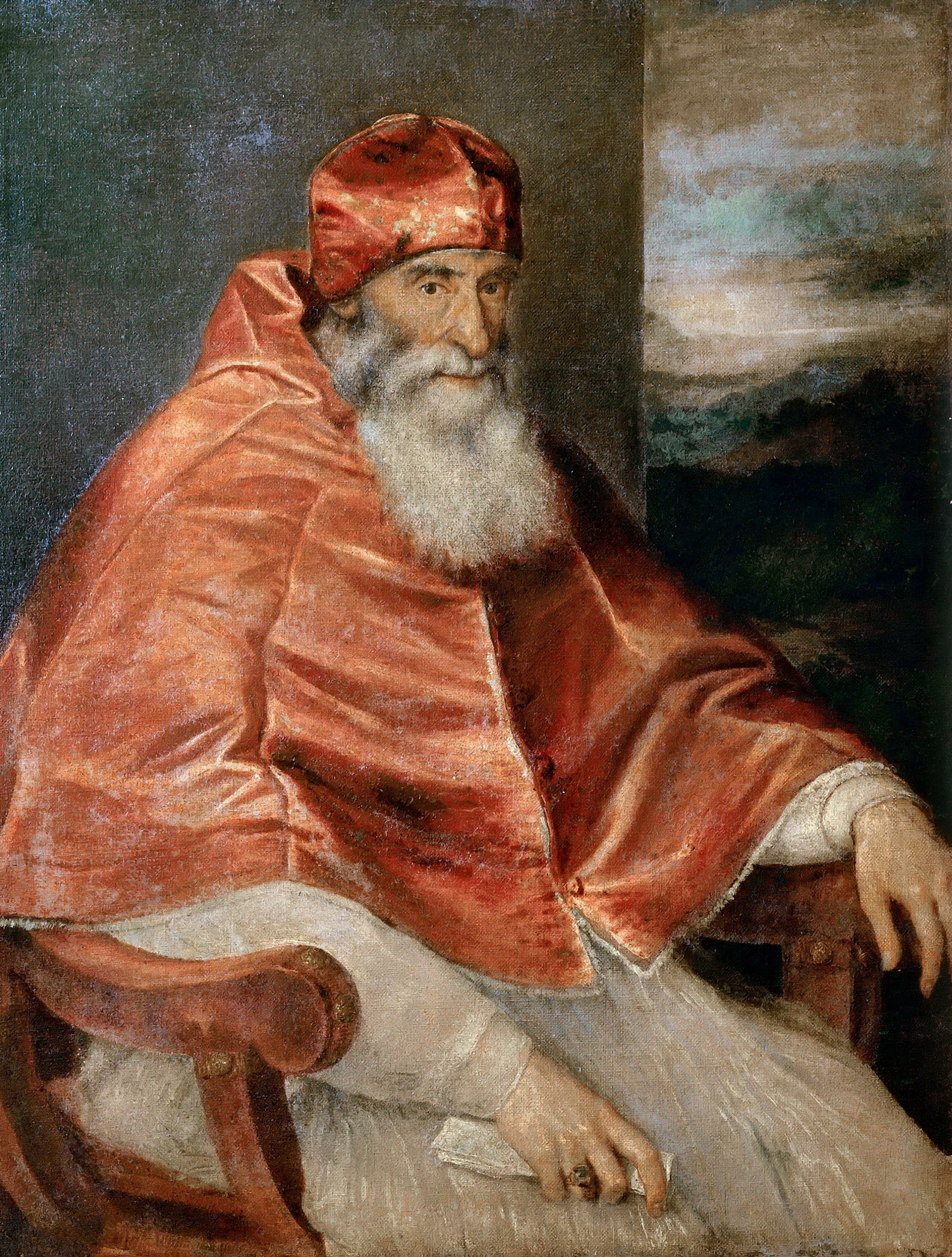
Ritratto di Paolo III con il camauro (1545-46), Tiziano - Museo di Capodimonte, Napoli
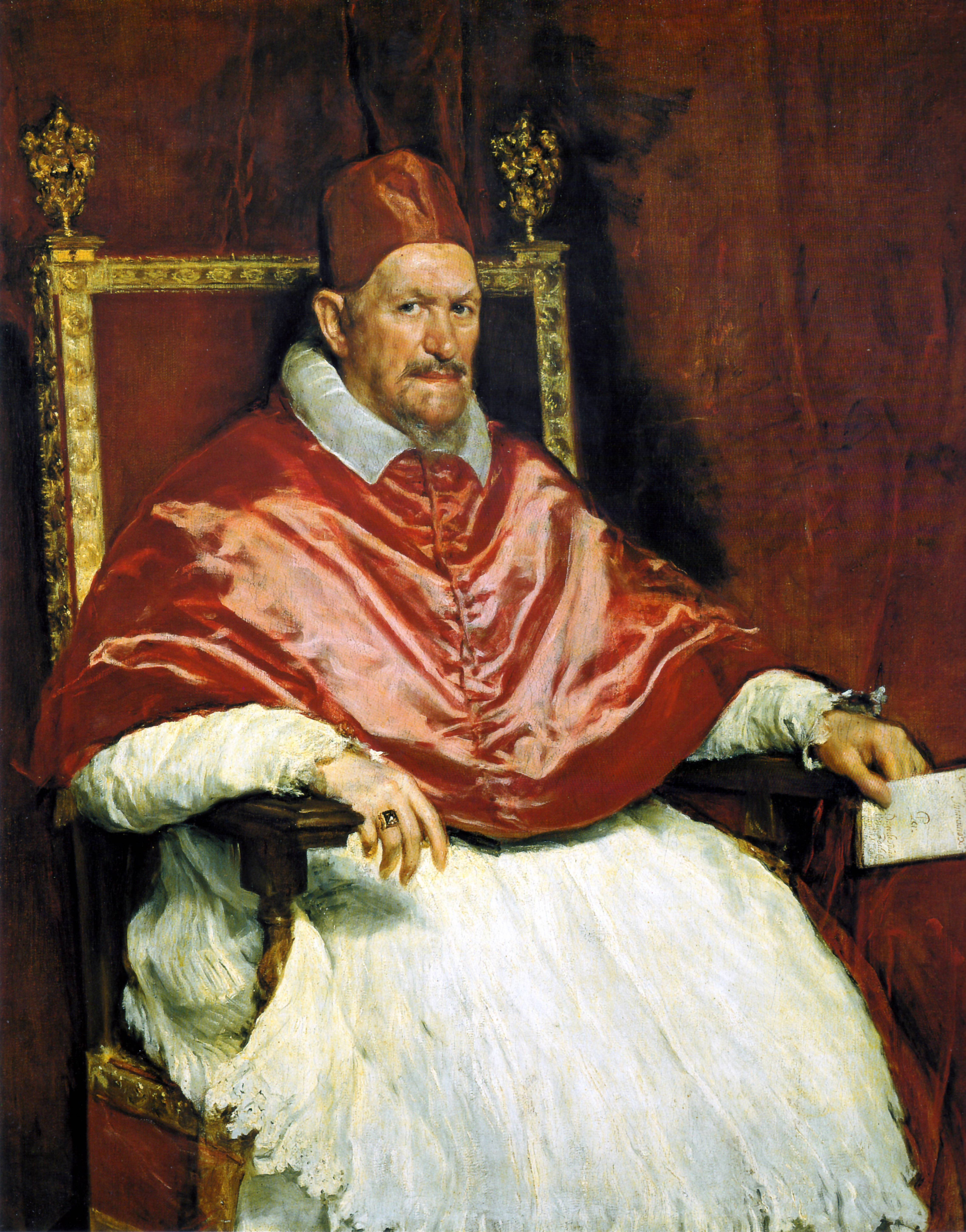
Ritratto di Innocenzo X (1650 ca.), Velazquez - Galleria Doria-Pamhilij, Roma